# Tanya Byron

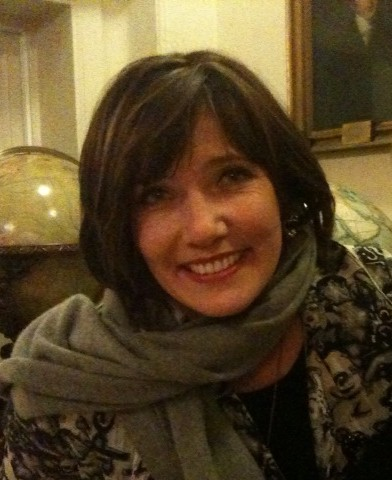
Tanya Byron (2009).

Tanya Byron (* 6. April 1967) ist eine britische Psychologin.

## Biographie
Ihr Vater war der Regisseur John Sichel. Sie ist mit dem Schauspieler Bruce Byron verheiratet, der aus der britischen Polizeiserie The Bill bekannt ist. Zusammen haben sie zwei Kinder: Lily und Jack.
Sie ist Schirmherrin von Prospex, einer Wohltätigkeitsstiftung für Jugendliche im Norden Londons.
Byron ist seit 2004/5 Expertin bei den Erziehungssendungen der BBC Little Angels und the House of Tiny Tearaways präsent. Little Angels wurde im deutschsprachigen Raum als BBC-Exklusiv-Sendung auf VOX unter dem Titel Kleine Engel – wie man Eltern erzieht ausgestrahlt. Sie hat Bücher zum Thema Erziehung veröffentlicht.
Im November 2006 gab die BBC bekannt, dass Byron eine Version der Sendung the House of Tiny Tearaways für den US-amerikanischen Sender The Learning Channel moderieren wird.